# NGC 6441
NGC 6441位於南天的天蝎座，是登錄在NGC天體表內的一個球狀星團。它是蘇格蘭的天文學家詹姆士·敦洛普在1826年5月13日發現的。根據敦洛普的描述，這是一個小，但有明確界線的明亮星雲，直徑大約20″。這個星團位於傅說 (恆星)（天蝎座 G）東北東方5弧分，與太陽相距約44,000光年 。
這是銀河系中最大和最明亮的球狀星團之一，估計質量是160萬倍太陽質量。它位於銀河系的核球，距離銀心約13 kly（3.9 kpc），被認為是富金屬量。也就是相對之下有較多高於氦元素的金屬元素豐度。相較於0.64弧分的半質量半徑，星團的核心區域大約是0.11弧分。在核心區域的恆星密度暗示它的亮度密度是5.25 L⊙ pc−3。星團的半光度半徑是7.1 ly（2.18 pc）。
這個星團有異常大量的天琴座RR變星，在2006年時有68顆候選者，並且週期長於各自金屬豐度範圍的典型（星團的RRab星的平均週期是0.759天）。它也有幾顆第二型造父變星，在這個星團內有不尋常的高金屬量。在顏色-星等圖的紅巨星分支章節解釋，星團中至少有兩種，並可能有三種不同的星族。最亮和較高溫的紅群聚星族集中在星團的中心。這個集團可能是富含氦的第二族恆星。
這個星團內至少有4顆毫秒脈衝星，且其中兩顆是在聯星系。其中一顆是軌道離心率高達0.71的聯星PSR J1750−37A。這個星團有一顆X射線爆發源，X1746-370，它有著在所有的球狀團和星系中已知最長的週期。最後，這而還有一個行星狀星雲，JaFu 2，是在銀河系內已知有行星狀星雲的4個球狀星團之一。